# 死の砂塵
『死の砂塵』（しのさじん、Along the Great Divide）は1951年のアメリカ合衆国の西部劇映画。監督はラオール・ウォルシュ。主演のカーク・ダグラスによる初の西部劇作品である。

## キャスト
※括弧内は日本語吹替（放送日1968年5月13日『サントリー名画劇場』他）
- レン：カーク・ダグラス（中田浩二）
- アン：ヴァージニア・メイヨ（山東昭子）
- ビリー：ジョン・エイガー
- ポップ：ウォルター・ブレナン（八奈見乗児）
- ルー：レイ・ティール

## スタッフ
- 監督：ラオール・ウォルシュ
- 製作：アンソニー・ヴェイラー
- 原作：ウォルター・ドニガー
- 脚本：ウォルター・ドニガー、ルイス・メルツァー
- 撮影：シド・ヒコックス
- 音楽：デヴィッド・バトルフ